# Torre del León

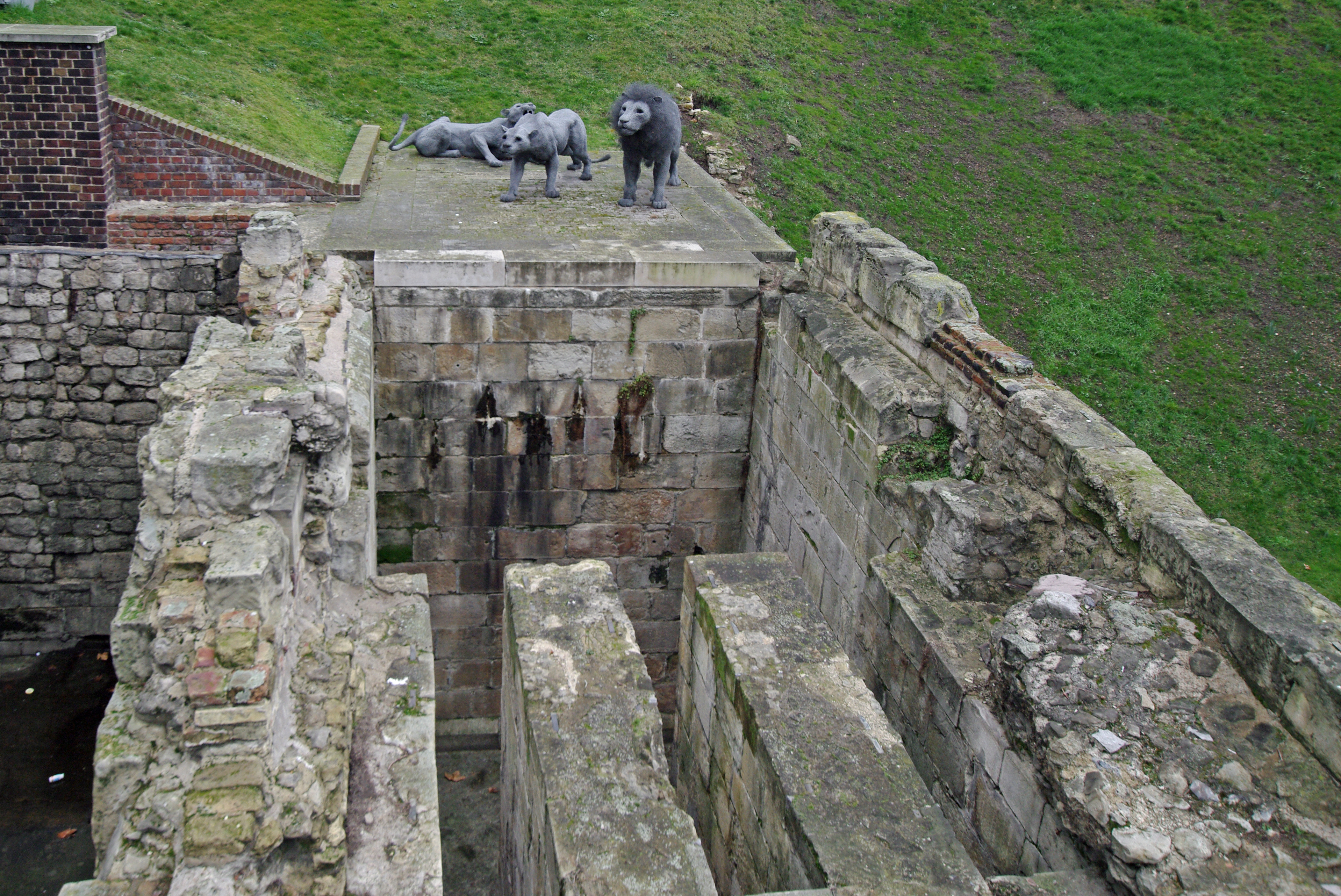
Restos de la presa de la Torre del León.

La Torre del León era una barbacana en la fortaleza de la Torre de Londres. La estructura protegía el acceso occidental a la estructura a través del foso. Recibió su nombre porque los leones de la casa de fieras de la torre se alojaban temporalmente allí. No existe en la actualidad.
El edificio en forma de media luna se creó en relación con la expansión de la torre dirigida durante el reinado de Eduardo I de Inglaterra, en el siglo XIII. Tenía un segundo anillo de fortaleza, un foso construido y una entrada desde el oeste construida en este. Se podía llegar a la plataforma de armas a través de una presa desde el norte, y un puente levadizo hacia el oeste la conectaba con la Torre del medio. El diseño se basó en el área de entrada del castillo de Goodrich en la frontera entre Inglaterra y Gales.
Originalmente, si bien probablemente albergaba los talleres de la Royal Mint. Posteriormente hubo jaulas de dos pisos para los leones de la torre. Después de que los felinos fueran trasladados al Zoológico de Londres en el año 1835, su utilidad cayó en desuso. Tras la muerte del último cuidador de los animales en 1853, el edificio fue demolido. Los restos de la presa de la Torre del León y el puente levadizo fueron redescubiertos y excavados en 1936. Los cimientos del edificio actual aún están bajo tierra.